# Qiu Huizuo

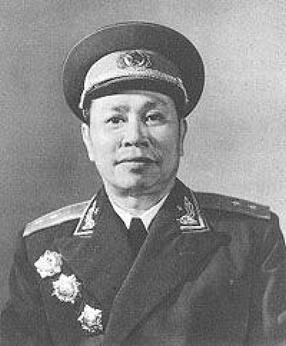
Qiu Huizuo (1955)

Qiu Huizuo (chinesisch 邱会作; * 16. April 1914 in Xingguo, Ganzhou, Jiangxi; † 18. Juli 2002 in Peking) war ein chinesischer Politiker der Kommunistischen Partei Chinas (KPCh) und Generalleutnant der Volksbefreiungsarmee.

## Leben
Qiu Huizuo, der 1929 der Roten Armee beitrat, wurde 1930 erst Mitglied des Kommunistischen Jugendverbandes Chinas (KJVC) sowie 1932 auch Mitglied der Kommunistischen Partei Chinas (KPCh). Während des Chinesischen Bürgerkrieges war er in der frühen Phase dieses „ersten revolutionären Krieges“ bis 1936 zunächst Offizier für Presse- und Öffentlichkeitsarbeit sowie später Logistikoffizier der 5. Heeresgruppe. Er nahm zwischen 1934 und 1935 am Langen Marsch teil und wurde zu Beginn des Zweiten Japanisch-Chinesischen Krieges am 7. Juli 1937 erst stellvertretender Direktor für Versorgung und Logistik der Zentralen Militärkommission (ZMK) und im weiteren Verlaufes dieses bis 1945 dauernden Krieges Politoffizier der 4. Division der Neuen Vierten Armee sowie zuletzt Direktor der Organisationsabteilung der Neuen Vierten Armee. In der zweiten Phase des Chinesischen Bürgerkrieges fungierte er zwischen 1946 und 1949 als Politoffizier der 8. Abteilung der Nordost-Feldarmee.
Nach der Gründung der Volksrepublik China am 1. Oktober 1949 wurde Qiu Huizuo stellvertretender Politoffizier und Leiter der Politischen Abteilung des 15. Korps der Volksbefreiungsarmee sowie im Anschluss Leiter der Politabteilung der Militärregion Südchina. Nach der Einführung von Rängen in der Volksbefreiungsarmee 1955 wurde er zum Generalleutnant ernannt. Am 14. Oktober 1959 löste er General Hong Xuezhi als Leiter der Allgemeinen Logistikabteilung der Volksbefreiungsarmee ab und bekleidete diese Funktion bis zum 24. September 1971, woraufhin General Zhang Zongxun seine Nachfolge antrat. Zugleich war er stellvertretender Chef des Generalstabes der Volksbefreiungsarmee. Während der 1966 begonnenen Kulturrevolution verbündete er sich mit Lin Biao, Chen Boda, Wu Faxian, Ye Qun, Li Zuopeng, Huang Yongsheng und einigen Gleichgesinnten um in verschwörerischer Absicht die Macht in den höchsten Partei- und Staatsgremien zu übernehmen. Auf dem IX. Parteitag der KPCh (1. bis 24. April 1969) erfolgte zudem seine Wahl zum Mitglied des Politbüros der Kommunistischen Partei Chinas sowie zum Mitglied des ZK der KPCh und gehörte diesen Spitzengremien bis zum 24. September 1971 an. Im Juli 1971 entschied sich Mao Zedong jedoch dafür, Lin Biao und dessen Generäle, Huang Yongsheng, Wu Faxian, Li Zuopeng und Huang Yongsheng, loszuwerden. Deshalb unternahm dieser vom 15. August bis zum 12. September 1971 eine Reise durch den Süden Chinas, um die Funktionäre auf den Sturz Lin Biaos und seiner Generäle vorzubereiten. Zu einem Eklat kam es bei den Feiern zum 1. Mai auf dem Tian’anmen-Platz, als Lin Biao sich über das Protokoll hinwegsetzte und nur eine Minute erschien, ohne mit Mao und seinen Gästen zu sprechen. Auf diese Weise erfuhr die Öffentlichkeit, dass die Führungsriege uneins war.
Nachdem Lin Biao nach seiner Flucht aus China mit seiner Frau Ye Qun und seinem Sohn Lin Liguo unter ungeklärten Umständen über Öndörchaan in der Mongolei am 13. September 1971 ums Leben kam, wurde Qiu Huizuo am 24. September 1971 verhaftet und verlor seine Funktionen als Leiter der Allgemeinen Logistikabteilung der Volksbefreiungsarmee und stellvertretender Chef des Generalstabes der Volksbefreiungsarmee sowie als Mitglied des Politbüros und des ZK der KPCh. Erst 1980 kam es in Peking zu einem Prozess gegen die „Konterrevolutionäre Clique“ um Lin Biao, in dessen Verlauf er 1981 von einem Pekinger Sondergericht verurteilt wurde. Am 26. August 1980 entzog ihm der Ständige Ausschuss des Nationalen Volkskongresses auf dessen 5. Plenum die ihm in der Vergangenheit verliehene Freiheitsmedaille sowie die Medaille der Befreiung.

## Veröffentlichung
- The Memoirs of Qiu Huizou, Autobiografie, 2011 (posthum)